# 경남고성음악고등학교
경남고성음악고등학교는 경상남도 고성군에 있는 옛 하일중학교 부지에 2017년 3월에 개교한 음악 전공, 특화 고등학교 과정의 학교이다.

## 연혁
- 2017년 3월 1일 : 개교